# 龍之爭霸
《龍之爭霸》是1989年上映之港產片，由陳勳奇監製及導演，陳勳奇、柯俊雄、苗僑偉主演。此片改編自日本1970年代的怍品《柳生一族之陰謀》。

## 劇情慨要
黑道總頭目洪霸天（喬宏飾）在一家高級餐廳裡晚飯時突然死亡。他的跟班仇震雄（柯俊雄飾）藉機提拔洪霸天的兒子洪迪威（苗僑偉飾），以獨掌黑道大權。天妻子與另一兒子洪迪華（任達華飾）得知後，決定阻止雄和威的陰謀......

## 人物角色
| 演員       | 角色   | 粵語配音 | 關係／備註 |
| 陳勳奇     | 仇志孝 | 李學斌   | 仇家長子 仇震雄之子，後因父親殺死自己帶來的兄弟而反目 仇小紅及仇小島之兄 片末槍傷仇震雄後被警方拘捕槍傷不治 |
| 柯俊雄     | 仇震雄 | 金貴     | 本片終極大反派 雄叔 洪霸天親信 仇小紅、仇小島、仇志孝之父，後因殺死仇志孝的兄弟而和仇志孝反目 洪迪華之天敵 在洪霸天死後提拔洪迪威做黑道龍頭 為求目的不擇手段，甚至連出賣自己親生子也覺得無所謂 最後用玻璃碎界破自己的手，寫下成功的功字後瘋掉，並被送往精神病院 |
| 任達華     | 洪迪華 | 張炳強   | 阿華 洪家幼子 洪霸天之子 洪迪威之弟兼天敵 仇震雄之天敵 後被仇震雄設局和洪迪威互相殘殺，並被其槍殺身亡 |
| 大島由加利 | 仇小島 | 曾慶珏   | 小島 仇家幼女 仇志孝、仇小紅之妹 仇震雄之女 後被洪家派的殺手殺害 |
| 惠英紅     | 仇小紅 | 沈小蘭   | 小紅 仇家長女 仇震雄之女 仇小島之姐 後被洪家派來的殺手殺害 |
| 苗僑偉     | 洪迪威 | 苗僑偉   | 本片大反派 阿威 洪家長子 洪霸天之子 洪迪華之兄 被仇震雄提拔做黑道龍頭 最後被仇志孝殺死，屍體被其藏在桌子裏 |
| 喬宏       | 洪霸天 | 喬宏     | 洪家最大話事人 洪迪威、洪迪華之父，但偏心洪迪華 仇震雄之老大 在片頭被假意為自己擋子彈的仇震雄扭斷頸部殺死 |
| 高雄       | 阿健   | 盧雄     | 健叔 洪霸天之手下，社團叔父 |
| 劉兆銘     | 二叔   | 源家祥   | 洪迪華之二叔，後被仇震雄殺死 |
| 劉志榮     | 劉警司 | 陳永信   | 警察 |

## 外部連結
- 互联网电影数据库（IMDb）上《龍之爭霸》的资料（英文）
- 香港影庫上《龍之爭霸》的資料（繁體中文）